# 런닝맨: 풀룰루의 역습
《런닝맨: 풀룰루의 역습》은 애니메이션 런닝맨의 첫번째 극장판이다.

## 개요
2018년 12월 5일 한국 영화 시장에 개봉하였다. 배급사는 넥스트엔터테인먼트월드.

## 시놉시스
“런닝맨들은 결코 씻을 수 없는 죄를 범했노라!”
멸망 위기의 세상을 구하고 영웅이 된 런닝맨들. 어느 날, 풀룰루족들로 가득찬 경기장으로 그들을 데려온 제사장 “아콩”은 런닝맨들을 죄인으로 몰며 강제로 게임에 출전시킨다. 이름하여 '런닝맨 서바이벌'! 탈출할 수 있는 기회는 단 한번뿐! 각종 함정과 거대 미로가 가득한 이곳에서 런닝맨들은 과연 탈출에 성공하고 누명을 벗을 수 있을까?!

## 등장인물
- 리우
- 쿠가
- 미요
- 팔라
- 롱키
- 포포
- 풀룰루
- 아콩
- 질풍의 비바체
- 강철의 야수(챠밍골드)